# Hadrokolos pritchardi
Hadrokolos pritchardi är en tvåvingeart som beskrevs av Martin 1959. Hadrokolos pritchardi ingår i släktet Hadrokolos och familjen rovflugor. Inga underarter finns listade i Catalogue of Life.